# استكمام لانداو

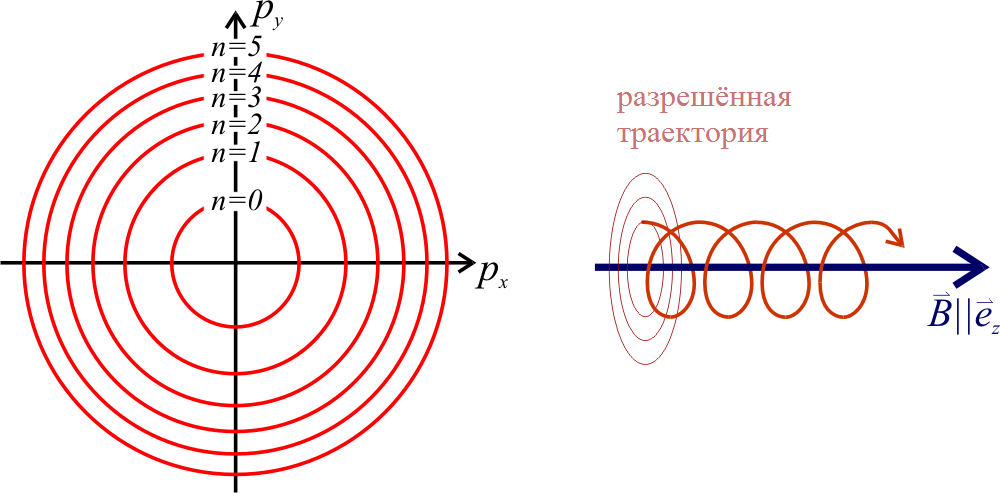

في ميكانيكا الكم، يشير استكمام لانداو إلى استكمام مدارات المسرع الدوراني للجسيمات المشحونة في المجال المغناطيسي. ونتيجة لذلك، يمكن للجسيمات المشحونة أن تحتل مدارات الطاقة المنفصلة (أو الكمومية)، تسمى «مستويات لانداو». في هذه المستويات يتناسب عدد الإلكترونات المقبولة طرديا مع معامل المجال المغناطيسي. يؤثر استكمام لانداو بشكل مباشر على التذبذبات الكمية للخصائص الإلكترونية للمواد. ويأخذ اسمه من الفيزيائي السوفياتي ليف لانداو الذي اكتشفه.

## الاشتقاق
بالنظر إلى غاز إلكترون ثنائي الأبعاد (GE2D) مؤلف من جسيمات مشحونة لا تتداخل. هي {\displaystyle q} و {\displaystyle S=L_{x}L_{y}} تشحن الجسيمات وسطح GE2D الذي نرسله إلى المجال المغناطيسي الخارجي {\displaystyle {\boldsymbol {B}}=(0,0,B_{z})}. على النظام الهاملتوني الذي يكتب:
{\displaystyle {\begin{aligned}{\mathcal {H}}&={\frac {1}{2m}}\sum _{r=1}^{N}{\boldsymbol {P}}_{r}^{2}\\&={\frac {1}{2m}}\sum _{r=1}^{N}\left({\boldsymbol {p}}_{r}+e{\boldsymbol {A}}\right)^{2},\end{aligned}}}
مع {\displaystyle {\boldsymbol {p}}_{r}=-i\hbar \nabla _{r}} مشغل زخم الحركة لجسيم {\displaystyle r} و {\displaystyle {\boldsymbol {P}}_{r}} حجمها المعمم الذي تم الحصول عليه باستبدال بييرلز. المتجه {\displaystyle A} كما{\displaystyle {\boldsymbol {B}}=\nabla \times {\boldsymbol {A}}} هو وضع المتجه الذي يمكن اختياره في المقياس المطلوب، حيث هاميلتوني هو مقياس الثبات. يشير مقياس الثبات إلى أن تغيير المقياس لا يؤدي إلا إلى تغيير طور الدالة الموجية. هذا التعديل لا يغير الخصائص الفيزيائية،  لذلك سيتم اختيار مقياس لانداو لبساطته. يتم تعريفه بواسطة:
{\displaystyle {\boldsymbol {A}}={\begin{pmatrix}0\\Bx\\0\end{pmatrix}}},
مع {\displaystyle B=|{\boldsymbol {B}}|} et {\displaystyle x} المكون {\displaystyle x} من الموضع. وبما أن الهاميلتوني لا يدمج الإلكترونات، يمكن أن يتحول من هاميلتوني إلى جسم.
{\textstyle {\begin{aligned}{\mathcal {H}}&=\sum _{r}H_{r}\\H_{r}&={\frac {1}{2m}}\left(P_{r,x}^{2}+P_{r,y}^{2}\right),\end{aligned}}}
حيث سيكون المؤشر {\displaystyle r} ضمنيا في التطورات التالية.

### مستوى لانداو
لحل هذه المشكلة مع القيم الذاتية، نبدأ بإعادة كتابة الهاميلتوني لإظهار تشابه مع المتذبذب التوافقي.
{\displaystyle {\begin{aligned}H&={\frac {1}{2m}}\left[\left(P_{x}+iP_{y}\right)\left(P_{x}-iP_{y}\right)+i\left[P_{x},P_{y}\right]\right]\\&={\frac {\hbar Bq}{m}}\left[{\frac {\left(P_{x}+iP_{y}\right)\left(P_{x}-iP_{y}\right)}{2q\hbar B}}-{\frac {1}{2}}\right],\end{aligned}}}
حيث استخدمنا حقيقة {\displaystyle \left[P_{x},P_{y}\right]=iq\hbar B}. ثم أدخلنا مشغلي الإيشيل المحدد ب
{\displaystyle {\begin{aligned}a&={\frac {P_{x}+iP_{y}}{\sqrt {2q\hbar B}}},\quad a|n\rangle ={\sqrt {n}}|n-1\rangle \\a^{\dagger }&={\frac {P_{x}-iP_{y}}{\sqrt {2q\hbar B}}},\quad a^{\dagger }|n\rangle ={\sqrt {n+1}}|n+1\rangle \end{aligned}}}
هذه المشغلات هي bosoniques، وبعبارة أخرى {\displaystyle [a,a^{\dagger }]=1} ورمز براكيت {\displaystyle \left\{|n\rangle \right\}_{n=0,1,\dots }} على شكل قانون أساسي الهجائي. هذه التعاريف تسمح بكتابة هاميلتوني على نحو موجز كما
{\displaystyle H=\hbar \omega _{c}\left(a^{\dagger }a+{\frac {1}{2}}\right)}،
حيث قدمنا تردد سيكلوترون {\displaystyle \omega _{c}=qB/m} لذلك هو مطابق ل المتذبذب التوافقي الكمي. والقيم الذاتية هي
{\displaystyle E_{n}=\hbar \omega _{c}\left(n+{\frac {1}{2}}\right),\quad n\in [0,1,2\dots )}.
وهذه الطاقة من مستويات لانداو، تم فهرستها من قبل مؤشر مستوى لانداو {\displaystyle n}. يهاجر الهاميلتوني مع {\displaystyle p_{y}}. وبالتالي فإن الحل وفقا {\displaystyle y} هو نفسه من الإلكترونات الحرة، والدالة الموجية يمكن صياغتها على النحو التالي
{\displaystyle \psi (x,y)=e^{ik_{y}y}\langle x|n\rangle }.

## الملاحظات والمراجع
- هذه المقالة مترجمة جزئيا أو كليا من مقالة  ويكيبيديا الفرنسية معنونة (بالفرنسية) «Quantification de Landau» (طالع قائمة المشاركين في التحرير)

1. ↑  "معلومات عن استكمام لانداو على موقع jstor.org". jstor.org. مؤرشف من الأصل في 2020-01-10.

- L. D.، Landau؛ E. M.، Lifshitz (1977). Quantum Mechanics: Nonrelativistic Theory. Pergamon Press. {{استشهاد بكتاب}}: الوسيط غير المعروف |langeu= تم تجاهله (مساعدة)